# 白鳥涼子
白鳥 涼子（しらとり りょうこ、1973年 - ）は、日本のAV女優。

## 略歴
2007年にAVデビュー。

## 出演作品

### アダルトビデオ
2007年
- 初!AVデビュー、白鳥涼子 （5月31日、センタービレッジ）
- 新潟不倫妻中出し （6月5日、小林興業）
- 兄貴の嫁さん （6月21日、センタービレッジ）
- 義母相姦 ～義理の母親と息子、愛欲の絆～ （7月14日、ルビー）
- 人妻の園 （7月19日、MARIA）
- 人妻のえろ尻 （7月30日、ドリームステージエンタテインメント）
- 近親相姦 息子喰らひの美人母 （8月4日、タカラ映像）
- 人妻妖艶妄想 （8月11日、ソルト・ペッパー）
- 近所の若奥様に中出し （8月24日、Nadeshiko）
- 人妻温泉 癒し系 19 （9月19日、クリスタル映像）…オムニバス作品
- マイマザーイズダッチワイフ （9月20日、タカラ映像）
- 中出し母娘どんぶり 叔母と従姉妹 （9月21日、日本メディアサプライ）
- この熟女いやらしい!私の中の女を目覚めさせて! （10月11日、アテナ映像）…オムニバス作品
- 近親相姦 べろれろ舐める接吻母 （11月8日、タカラ映像）
- 異常性欲 11 （11月16日、クリスタル映像）…オムニバス作品
- 奥様欲情日記 奥さん嫌がっても目は欲しがってますよ （11月21日、アテナ映像）…オムニバス作品
- 陵辱母娘 娘の前で犯されて… （11月22日、ヒビノ）
- 匠の部位 （12月1日、AVS）…共演:坂上友香
- 憧れの美脚をご提供します （12月6日、WOMAN）
- 色欲おへんろ 凌辱 （12月25日、グラフィティジャパン）

2008年
- 人妻楽園 Pleasure Love Affair.19 （1月1日、グラフィス）…オムニバス作品
- 人妻失格 （1月13日、溜池ゴロー）
- 熟女 逆ハーレム 8 貴女の思いのまま （1月25日、クリスタル映像）…オムニバス作品
- 他人の女房を酔わせてどうするつもり 2 （1月25日、ネクストイレブン）…オムニバス作品
- 昼下がりの肉欲情事 人妻は我慢できない （1月25日、FAプロ）…オムニバス作品
- 裏道通りにある飲み屋の未亡人ママ （2月20日、ネクストイレブン）
- 昼下がりの淫ら妻 26 （2月22日、クリスタル映像）…オムニバス作品
- ばついち 16 （4月11日、クリスタル映像）…オムニバス作品
- 卍の女 （9月20日、Gat）